# Chanymiej
Chanymiej (ros. Ханымей) – osiedle w Rosji, w Jamalsko-Nienieckim Okręgu Autonomicznym, w rejonie purowskim. W 2010 liczyło 4707 mieszkańców.